# 绒毛蜡瓣花
绒毛蜡瓣花（学名：Corylopsis velutina），为金缕梅科蜡瓣花属下的一个植物种。